# Mubanga Kaite
Mubanga Kaite (* 10. Oktober 1964) ist ein sambischer Badmintonspieler. 

## Karriere
Mubanga Kaite startete 1999 bei den Badminton-Weltmeisterschaften sowie 1990 und 1998 bei den Commonwealth Games. Bei den Botswana International 1995 wurde er Zweiter. Bei den Botswana International 1999 und bei den Kenya International 1999 belegte er Rang zwei im Doppel sowie Rang drei im Einzel.